# Rifugio Cesare Mores
Il rifugio Cesare Mores è un rifugio alpino situato a 2.515 m s.l.m. sopra il Lago del Sabbione, in alta val Formazza, in provincia del Verbano-Cusio-Ossola.

## Caratteristiche e informazioni
Il rifugio Cesare Mores è un rifugio che si trova sul lato nord del Lago del Sabbione. Il Rifugio è stato inaugurato nel 1954 dalla sottosezione Fior di Roccia del Club Alpino Italiano di Milano che ne è proprietaria. Il rifugio è stato intitolato a Cesare Mores che fu cofondatore e presidente della sezione  Fior di Roccia. Il rifugio è costituito da una struttura in muratura che dispone di posti letto 26 posti letto (circa 10 posti nel ricovero invernale).

## Accessi
Il percorso di accesso ha inizio dal lago di Morasco, punto ove termina la statale della val Formazza. Da qui si risale il vallone del Sabbione fino al lato nord del lago del Sabbione, dove sorge il Rifugio Mores.

## Ascensioni
Dal rifugio Cesare Mores si possono effettuare diverse ascese a montagne che circondano il Lago dei Sabbioni, tra queste ci sono:
- Punta del Sabbione (3.183 m)
- Punta d'Arbola (3.235 m)
- Blinnenhorn (3.375 m)
- Siedel Rothorn (3.287 m)
- Punta dei Camosci (3.046 m)

## Traversate
- Rifugio 3A (2.960 m)
- Rifugio Città di Busto (2.480 m)
- Rifugio Claudio e Bruno (2.505 m)
- Rifugio Somma Lombardo (2.561 m)
- Rifugio Maria Luisa (2.157 m)
- Rifugio Margaroli (2.194 m)
- Rifugio Miryam (2.050 m)

## Cartografia
- Istituto Geografico Centrale, Carta dei sentieri scala 1:50.000 n. 11 Domodossola e val Formazza.